# Montenach
Montenach (fràncic lorenès Montléch) és un municipi francès situat al departament del Mosel·la i a la regió del Gran Est. L'any 2007 tenia 444 habitants.

## Demografia

### Població
El 2007 la població de fet de Montenach era de 444 persones. Hi havia 164 famílies, de les quals 40 eren unipersonals (20 homes vivint sols i 20 dones vivint soles), 52 parelles sense fills, 60 parelles amb fills i 12 famílies monoparentals amb fills.
La població ha evolucionat segons el següent gràfic:
Habitants censats

### Habitatges
El 2007 hi havia 175 habitatges, 172 eren l'habitatge principal de la família i 3 estaven desocupats. 150 eren cases i 22 eren apartaments. Dels 172 habitatges principals, 141 estaven ocupats pels seus propietaris, 27 estaven llogats i ocupats pels llogaters i 4 estaven cedits a títol gratuït; 2 tenien una cambra, 6 en tenien dues, 19 en tenien tres, 31 en tenien quatre i 113 en tenien cinc o més. 156 habitatges disposaven pel capbaix d'una plaça de pàrquing. A 49 habitatges hi havia un automòbil i a 107 n'hi havia dos o més.

### Piràmide de població
La piràmide de població per edats i sexe el 2009 era:
| Homes | Edats   | Dones |
| ----- | ------- | ----- |
| 0     | 95 o +  | 0     |
| 4     | 90 a 94 | 8     |
| 0     | 85 a 89 | 0     |
| 0     | 80 a 84 | 8     |
| 0     | 75 a 79 | 12    |
| 4     | 70 a 74 | 16    |
| 8     | 65 a 69 | 0     |
| 16    | 60 a 64 | 8     |
| 4     | 55 a 59 | 8     |
| 8     | 50 a 54 | 12    |
| 24    | 45 a 49 | 8     |
| 44    | 40 a 44 | 16    |
| 16    | 35 a 39 | 28    |
| 4     | 30 a 34 | 12    |
| 8     | 25 a 29 | 4     |
| 28    | 20 a 24 | 8     |
| 20    | 15 a 19 | 12    |
| 20    | 10 a 14 | 20    |
| 12    | 5 a 9   | 12    |
| 0     | 0 a 4   | 16    |

## Economia
El 2007 la població en edat de treballar era de 304 persones, 233 eren actives i 71 eren inactives. De les 233 persones actives 222 estaven ocupades (124 homes i 98 dones) i 11 estaven aturades (9 homes i 2 dones). De les 71 persones inactives 27 estaven jubilades, 22 estaven estudiant i 22 estaven classificades com a «altres inactius».

### Ingressos
El 2009 a Montenach hi havia 159 unitats fiscals que integraven 429 persones, la mediana anual d'ingressos fiscals per persona era de 18.240 €.

### Activitats econòmiques
Dels 6 establiments que hi havia el 2007, 2 eren d'empreses de construcció, 2 d'empreses d'hostatgeria i restauració, 1 d'una empresa immobiliària i 1 d'una empresa classificada com a «altres activitats de serveis».
Dels 3 establiments de servei als particulars que hi havia el 2009, 1 era un guixaire pintor, 1 electricista i 1 restaurant.
L'any 2000 a Montenach hi havia 17 explotacions agrícoles que ocupaven un total de 528 hectàrees.

## Equipaments sanitaris i escolars
El 2009 hi havia una escola elemental integrada dins d'un grup escolar amb les comunes properes formant una escola dispersa.

## Poblacions més properes
El següent diagrama mostra les poblacions més properes.